# 合安高速公路 (重慶)
合川－安岳高速公路是成都与重庆之间的第四条高速公路。起于重庆合川草街，经合川云门、大石、太和、隆兴、潼南龙形、桂林、双江，在潼南崇龛入四川资阳市安岳县龙台镇，与四川 成资渝高速相接。

## 线路详情
合安高速设计时速100千米/小时，路基宽26米，双向四车道，建设期为3年，全长94.975公里：包括特大桥4702.5米/4座，大中桥17254.5米/58座，桥梁总长21957米/62座，隧道695米/1座，桥隧比为23.82%，互通式立体交叉10座（其中枢纽互通4处，一般互通6处），设置云门北、大石、太和、隆兴（左右侧）、龙形、潼南北、新林、崇龛收费站8处，隆兴服务区1处，崇龛、大石停车区2处。合安高速公路将重庆合川与四川安岳的车程压缩至1个小时；重庆两江新区到成都天府新区2.5小时。
- 合川段（合川双凤枢纽互通至潼南双江枢纽互通）长54.49公里，于2017年11月开工建设，2021年12月24日通车。[1]
- 潼南段（潼南双江枢纽互通至崇龛川渝界段）长46.88公里，于2017年10月开工建设，2021年4月30日上午11点正式通车。[2]